# 岡部典孝
岡部 典孝（おかべ のりたか）は、日本の実業家。JPYC株式会社創業者、代表取締役。情報経営イノベーション専門職大学 客員教授。青ヶ島村民。

## 概要（現職）
JPYC株式会社　代表取締役
ブロックチェーン推進協会（BCCC)　理事
DeFi協会　アドバイザー・ステーブルコイン部会長
リアルワールドゲームス株式会社　取締役
Links株式会社　取締役
情報経営イノベーション専門職大学 客員教授

## 経歴
2001年　一橋大学在学中に有限会社（現株式会社）リアルアンリアルを創業し、代表取締役、取締役CTO等を務める。
2017年　リアルワールドゲームス株式会社を共同創業。 取締役CTO/CFOを経て、取締役ARUK（暗号資産）担当。
2018年　小宮自由と暗号資産を用いた古物商事業を行う。
2019年11月　日本暗号資産市場株式会社（現・JPYC株式会社）を創業、代表取締役。
2020年2月　ブロックチェーン推進協会（BCCC）NFT・ゲーム部会長就任
2020年11月　Links株式会社　社外取締役就任
2021年3月　情報経営イノベーション専門職大学　客員教授
2021年8月　ブロックチェーン推進協会（BCCC）　理事　就任
2021年11月　一般社団法人DeFi協会　アドバイザー　就任
2021年12月　一般社団法人DeFi協会　ステーブルコイン部会長　就任
2021年12月　一般社団法人日本ブロックチェーン協会（JBA）が開催する「Blockchain Award 03」においてPerson of the Year（Japan）を受賞